# Johannes Wimmer
Johannes Wimmer (* 16. Mai 1983 in Hamburg) ist ein deutscher Mediziner und Fernsehmoderator.

## Ausbildung und Berufstätigkeit
Wimmer studierte Humanmedizin an der Philipps-Universität Marburg und der Universität zu Lübeck. Er promovierte 2011 über die Evaluierung von Knorpelersatzverfahren (AMIC und MACT) mittels optimierter Magnetresonanztomographie. 2013 schloss er ein kombiniertes Ausbildungs- und Forschungsprogramm Radiologie an der Universitätsklinik für Radiodiagnostik der Medizinischen Universität Wien (MUW) mit dem MBA Health Care Management ab. Nach seinen Stationen als Assistenzarzt in der Radiologischen Allianz (Hamburg) und in der zentralen Notaufnahme (Innere und Allgemeinmedizin) der Asklepios-Klinik Hamburg-Wandsbek arbeitete Wimmer von Juni 2015 bis Juli 2017 als Head of Digital Patient Communication im „Competenzzentrum Versorgungsforschung in der Dermatologie“ (CVderm) an der Universitätsklinik Hamburg-Eppendorf. Schwerpunktthemen seiner Arbeit waren u. a. die Arzt-Patienten-Kommunikation, das Gesundheitsmanagement und die Digitalisierung in der Medizin. Bis 2020 diente er als Stabsarzt der Marine beim Psychotraumazentrum der Bundeswehr in Berlin.

## Medienpräsenz
Ab Herbst 2015 präsentierte er im Gesundheitsmagazin Visite des NDR Fernsehens eine Ratgeber-Rubrik. Im Sommer 2021 moderierte er dieses Magazin dreimal als Vertretung für die erkrankte Vera Cordes erneut. Ab Ende Mai 2016 strahlte der NDR – in Staffeln produziert – sein Wissensformat Dr. Wimmer – Wissen ist die beste Medizin aus. Ab September 2017 produzierte der NDR mit ihm – ebenfalls in Staffeln – die Quiz-Show Dr. Wimmers Medizin-Quiz. Ab 2019 produzierte Sat.1 mit ihm die Fernsehshow Dr. Wimmer. Von September 2022 bis November 2023 moderierte er gemeinsam mit Bettina Tietjen die NDR Talk Show.
Im September 2022 gab der NDR bekannt, Wimmers Tätigkeiten im Bereich Medizin/Gesundheit zu beenden. Dass Wimmer für Unternehmen aus dem Gesundheitsbereich arbeitet, sei nicht mit den Compliance-Regeln des Senders vereinbar. Nach einer Recherche von Übermedien hatte Wimmer u. a. mit zahlreichen Pharmaunternehmen zusammen gearbeitet und Werbung für die Techniker Krankenkasse gemacht.

## TV-Formate (Auswahl)
Als Moderator:
- 2016: Dr. Wimmer – Wissen ist die beste Medizin, NDR
- 2017: Medizin Quiz mit Dr. Wimmer, NDR
- 2017: Hausbesuche mit Dr. Wimmer, NDR
- 2019: Die Dr. Wimmer Show, Sat.1
- 2020: Dr. Wimmer Talk – Wissen ist die beste Medizin, NDR
- 2021: Visite (vertretungsweise), NDR
- 2022–2023: NDR Talk Show, NDR

## Publikationen (Auswahl)
Als Autor:
- Evaluierung von Knorpelersatzverfahren (AMIC und MACT) mittels optimierter Magnetresonanztomographie. 2010, urn:nbn:de:gbv:841-20110527376 (Dissertation, Universität Lübeck, 2011).
- mit Robin Haring: Fragen Sie Dr. Johannes. Ihr Weg zur besten Medizin. Ullstein, Berlin 2015, ISBN 978-3-548-37620-2.
- mit Matthias Augustin: Alles über die Haut: Wie Sie gesund natürlich und schön bleiben. Ullstein, Berlin 2016, ISBN 978-3-86493-044-7.
- Meine Hormone – Bin ich ferngesteuert?: Den mächtigen Botenstoffen auf der Spur. GU Verlag, 2018, ISBN 978-3-8338-6687-6.
- mit Robin Haring: Ein Schnupfen ist kein Beinbruch: Warum weniger Medizin oft gesünder ist. Ullstein Verlag, 2018, ISBN 3-548-37712-2.
- Medizin – Endlich verständlich. Wissen, auf das keiner verzichten sollte. GU Verlag, 2020, ISBN 3-8338-7724-3.
- Wenn die Faust des Universums zuschlägt. GU Verlag, 2021, ISBN 978-3-8338-8104-6.

Als Herausgeber:
- Fátima Mesquita: Dr. Johannes und die Erste Hilfe. Redaktion 4 GmbH, Hamburg 2015, ISBN 978-3-00-050458-7.